# Musica Antiqua Köln
Musica Antiqua Köln  (MAK) fue una orquesta especializada en la interpretación de la música barroca del 1640 a 1760 en instrumentos de época.

## Historia
Fue fundada en 1973 por el violinista y musicólogo Reinhard Göbel con algunos de los alumnos del Conservatorio de Colonia. La MAK como formación orquestal actuó en público por primera vez en 1978. El gran público descubrió la orquesta en 1979, en ocasión de los conciertos en el Queen Elizabeth Hall y el Holland Festival. 
Desde 1978 la orquesta firmó un contrato de exclusividad con el sello Archiv Produktion.
Las grabaciones fueron numerosas. El grupo ha sido galardonado con el Grand Prix du Disque, el Grammophone, el Preis der Deutschen Schallplattenkritik, el Echo Klassik, el Premio Caecilia , y el Premio de la Academia en Japón. La orquesta toca en instrumentos de la época, tales como violines barrocos de Jacobus Stainer y de la familia Rogeri.
En 2006, después de casi treinta y cinco años de éxito en el mundo, Reinhard Göbel, su fundador y su histórico director, decidió disolver la agrupación.

## Algunos componentes
- Andreas Staier[1] y Léon Berben:[2] clavecín
- Anton Steck,[3] Florian Deuter[4] y Manfredo Kraemer[5] - violines
- Wilbert Hazelzet:[6] flauta
- Jaap ter Linden: violonchelo
- Adrian Rovatkay[7] - fagot
- Susanne Regel: oboe

## Discografía parcial
- 1978 - Le parnasse français[8]

Marais, Charpentier, Lully, Couperin, Gilles, Leclair, Clérambault
Archiv Produktion
- 1979 - Johann Sebastian Bach: Musikalisches Opfer[10]

Archiv Produktion
- 1981 - Antonio Vivaldi: Concerti da camara

Archiv Produktion
- 1981 - Jean Gilles: Messe des morts. Requiem[11]

Archiv Produktion
- 1983 - Johann Sebastian Bach: Kammermusik[12]

Archiv Produktion
- 1984 - François Couperin: Les Nations[13]

Archiv Produktion

* 1984 - Johann Sebastian Bach: Die Kunst der Fuge
Archiv Produktion
- 1987 - Johann Sebastian Bach: Brandenburgische konzerte[15]

Archiv Produktion 
2 CD
- 1987 - Georg Philipp Telemann: Bläserkonzerte[16]

Archiv Produktion
- 1989 - Georg Philipp Telemann: Tafelmusik[17]

Archiv Produktion 
4 CD 4
- 1990 - Georg Philipp Telemann: Ino[18]

Archiv Produktion
- 1990 - El mundo de la música

Archiv Produktion
- 1991 - Heinrich Ignaz Franz Biber: Rosenkranz-Sonaten[19]

Archiv Produktion
- 1993 - Johann David Heinichen: Grandes Conciertos

Archiv Produktion
- 1994 - Georg Friedrich Händel: Cantatas marianas y arias (Marian Cantatas & Arias)[20]

Con Anne Sofie von Otter
Archiv Produktion
- 1995 - Johann David Heinichen y otros: Conciertos para la orquesta de Desdre (Concerti per l'orchestra di Dresda)

Heinichen, Veracini, Quantz, Pisendel, Johann Friedrich Fasch, Dieupart
Archiv Produktion
- 1997 - Chacona (Chaconne)

Blow, Corelli, Muffat, Johann Christoph Pezel, Purcell
Archiv Produktion
- 1997 - Johann Adolf Hasse: Salve Regina[22]

Archiv Produktion
- 1998 - John Dowland: Lachrimae or Seven Teares[23]

Vanguard Classics
- 1999 - Claudio Monteverdi y otros: Lamenti

Monteverdi, Vivaldi, Purcell, Bertali, Legrenzi
Con Anne Sofie von Otter 
Archiv Produktion
- 1999 - Musica Baltica

Archiv Produktion
- 2000 - Georg Philipp Telemann: Conciertos de cuerda (Konzerte für Streicher)

Archiv Produktion
- 2003 - Georg Philipp Telemann: Conciertos de cámara[24]

Archiv Produktion
- 2003 - Marc-Antoine Charpentier: Musique sacrée

Deutsche Grammophon
- 2004 - Heinrich Ignaz Franz Biber: Harmonia Artificiosa

Deutsche Grammophon
- 2005 - Johann Sebastian Bach: Cantatas de boda (Hochzeits-Kantate)

Con Christine Schäfer
Deutsche Grammophon

## Galería

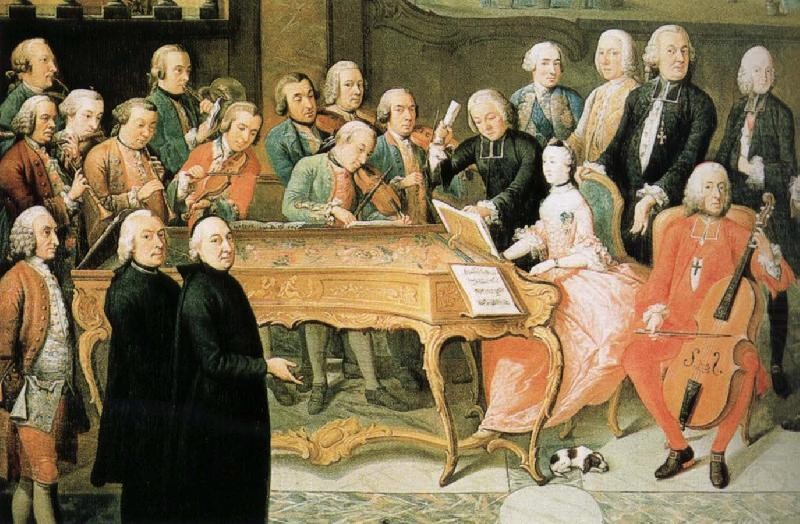
Detalle del cuadro de Paul-Joseph Delcloche (1716-1755) Concierto en la corte del príncipe-obispo de Lieja (Concert à la cour du prince-évêque de Liège, ca. 1755). Esa corte era la residencia de verano: el castillo de Cockerill, en Seraing. Al violonchelo se ve a Juan Teodoro de Baviera (Johann Theodor von Bayern, 1703-1763), príncipe-obispo de Lieja (1744-1763). La imagen se emplea en la portada del disco Die Kunst der Fugue.